# سلطان الشامسي
سلطان الشامسي (مواليد 22 يونيو 1996، لاعب كرة قدم إماراتي دولي يجيد اللعب في الجناح الأيسر مع نادي خورفكان الإماراتي .

## مسيرة اللاعب
لعب في نادي الجزيرة ونادي الظفرة ونادي بني ياس ونادي العين ونادي النصر ونادي خورفكان.

## روابط خارجية
- سلطان الشامسي على موقع قاعدة بيانات كرة القدم.إي يو (الإنجليزية)
- سلطان الشامسي على موقع Soccerway.com (الإنجليزية)